# Robert Killigrew
Robert Killigrew (1580-1633) est un courtisan et homme politique anglais qui siège à la Chambre des communes à plusieurs reprises entre 1601 et 1629. Il est ambassadeur auprès des Provinces-Unies.

## Biographie
Killgrew est né à Lothbury, Londres, fils de William Killigrew et de son épouse Margery (Mary) Saunders, fille de Thomas Saunders d'Uxbridge, Middlesex. En janvier 1591, il s'inscrit à Christ Church, Oxford à l'âge de 11 ans. Il voyage à l'étranger en 1596 et devient peut-être serviteur de la Chambre privée en 1601. Il est élu député de St Mawes en 1601.
Killigrew est fait chevalier par le roi Jacques Ier en 1603. En 1604, il est élu député de Newport. Il est possible qu'il se soit rendu à Jamestown en 1604. Son nom apparaît dans la Deuxième Charte de Virginie en tant que bailleur de fonds. En 1606, il est nommé ambassadeur auprès des Provinces-Unies.
En juin 1612, Killigrew est considéré comme « l'un des favoris de Carr » selon John Chamberlain. En mai suivant, il est incarcéré à la Prison de la Fleet pour une infraction inconnue. Devenu célèbre pour ses préparations de drogues et de cordiaux, il est d'abord soupçonné de complicité dans la mort de Thomas Overbury en septembre 1613, mais est par la suite officiellement disculpé.
En 1614, Killigrew est élu député de Helston. Le 12 mai de la même année, il est impliqué dans une altercation à la Chambre des communes. En juillet, il est nommé gardien du château de Pendennis, à Falmouth, en Cornouailles, et juge de paix la même année. Il est enregistré comme combattant en duel avec le capitaine Burton en 1618. En octobre de la même année, il est nommé officier du protonotaire de la chancellerie et, en décembre de l'année suivante, il est mentionné favorablement par Buckingham.
En 1621, Killigrew est de nouveau élu député de Newport. En 1622, il succède à son père et devient fermier des ventes du banc du roi et des plaids communs, qui valent au moins 560 £ par an. Il est élu député de Penryn et est nommé lieutenant adjoint de Cornouailles en 1624. En 1625, il est élu député de Cornouailles. Il est également nommé ambassadeur auprès des Provinces-Unies en septembre 1625, mais ce poste n'est pas pris avant décembre de la même année. En 1626, il est élu député de Tregony en 1626. En 1628, il est élu député de Bodmin et siège jusqu'en 1629, date à laquelle le roi Charles décide de gouverner sans parlement pendant onze ans. Il est nommé vice-chambellan de la reine Henriette Marie en 1630.
Killigrew est un chevalier d'Arwenack à Falmouth, en Cornouailles. Il meurt, riche, en 1633 à Bath, Somerset, avec l'homologation de son testament le 12 mai.

## Famille
Il épouse Mary Woodhouse de Kimberley, Norfolk (1584-1656), et ils ont plusieurs enfants notables :
1. William Killigrew (1606-1695)
2. Anne Killigrew (1607-1641), qui épouse George Kirke (en)
3. Robert Killigrew (1611-1 ???)
4. Thomas Killigrew (1612-1683)
5. Henry Killigrew (1613-1700)
6. Elizabeth Killigrew ( c. 1615- c. 1619)
7. Catherine Killigrew (1618-1689), épouse de Thomas Stanley
8. Elizabeth Killigrew (1622-1681), épouse de Francis Boyle, 1er vicomte Shannon[3] est une maîtresse de Charles II et lui donne une fille
9. Mary Killigrew (1623-1677), plus tard épouse de John James, elle est confondue dans d'autres biographies[4] avec Mary Sackville (1645-1679) (anciennement Berkeley, née Bagot) — la veuve comtesse de Falmouth — qui est une autre maîtresse

Mary, sa veuve, épouse Thomas Stafford après 1633. Elle est une correspondante de Constantijn Huygens.